# Steve Grogan
Steve Dennis Grogan (Califórnia, 24 de maio de 1946) é um ex membro de Família Manson e homicida condenado à prisão perpétua pelo assassinato de um rancheiro de Spahn Ranch, local de moradia do grupo de seguidores de Charles Manson no sul da Califórnia, no fim dos anos 1960.
Grogan deixou o colégio no começo da década e passou por diversas comunidades hippies do estado até parar no Spahn Ranch, na primavera de 1967. Músico de talento constantemente drogado, já tinha algumas passagens pela polícia por porte de drogas e distúrbios em público quando se juntou a Charles Manson. Enquanto muitos na comunidade o tinham como um quase-retardado, outros acreditavam que ele fazia um papel de idiota pré-estabelecido.
Em junho de 1969, foi preso e condenado a 90 dias de observação num hospital psiquiátrico por expor seu pênis em público a um grupo de crianças, mas saiu andando da instituição e voltou ao rancho dois dias depois.
No dia 10 de agosto de 1969, Grogan participou do grupo de assassinos que se dirigiu com Manson à casa de Rosemary e Leno LaBianca, no bairro de Los Feliz, em Los Angeles. Após deixar na casa três integrantes da família, Charles Watson, Patricia Krenwinkel e Leslie Van Houten, que matariam o casal, ele acompanhou o grupo restante, formado por Manson, Linda Kasabian e Susan Atkins – as duas últimas participantes do grupo que assassinara a atriz Sharon Tate e mais quatro pessoas na madrugada anterior – até a casa de um ator libanês em Venice, com o intuito de matá-lo, por ordens de Manson. 
Por interferência de Linda Kasabian, a única que conhecia o apartamento do ator e bateu em porta errada para evitar o assassinato, o grupo voltou ao Spahn Ranch sem cumprir o objetivo. Semanas depois, Grogan ajudaria Charles Manson, Bruce Davis e ‘Tex’ Watson a matar o capataz do rancho, Donald ‘Shorty’ Shea.
Preso em 10 de outubro de 1969, ele foi condenado à morte pelo assassinato de Shea, tendo sua sentença comutada para prisão perpétua pelo juiz James Koltz, que estabeleceu que ‘Groogan era muito estúpido e muito afundado nas drogas para decidir qualquer coisa por si só’.
Na prisão, entretanto, livre das drogas, Grogan transformou-se de um zumbi semi-retardado e agressivo num prisioneiro modelo, maduro e arrependido de seus atos. Em 1977, desenhou um mapa para as autoridades indicando o lugar onde Shea, cujo corpo nunca tinha sido descoberto, estava enterrado.  O corpo, que se supunha ter sido cortado em nove pedaços, estava inteiro. Em 18 de novembro de 1985, conseguiu liberdade condicional e deixou a prisão, sendo o único integrante da Família Manson, condenado à prisão perpétua por assassinato, a ter conseguido este benefício até hoje.